# Voclosporin
Voclosporin  ist ein Arzneistoff aus der Gruppe der Immunsuppressiva. Es wird in der Behandlung der Lupus-Nephritis eingesetzt, einer Entzündung der Nieren, die als Folge des systemischen Lupus erythematodes (SLE) auftritt.

## Wirkungsmechanismus
Voclosporin ist ein Analogon von Ciclosporin und hemmt wie dieses das Enzym Calcineurin, wodurch es zur Ausschüttung immunstimulierender Stoffe und einer Aktivierung und Vermehrung von Lymphozyten kommt. Der genaue Mechanismus ist nicht vollständig geklärt.
Die Calcineurin-Hemmung ist stärker im Vergleich zu der des Ciclosporins, wodurch eine niedrigere Dosierung möglich ist. Auch bestehen Unterschiede in der Pharmakokinetik.

## Verwendung
Voclosporin wurde als Lupkynis (Aurinia Pharmaceuticals) im Januar 2021 in den USA zur oralen Behandlung der Lupus-Nephritis bei Erwachsenen zugelassen. Die im September 2022 erteilte Zulassung in der EU umfasst – in Kombination mit dem Immunsuppressivum Mycophenolat-Mofetil – die Behandlung von erwachsenen Patienten mit aktiver Lupus-Nephritis der Klassen III, IV oder V (einschließlich gemischter Klassen III/V und IV/V).
Einen für die Behandlung der chronischen, nicht infektiösen Uveitis (Luveniq) in der EU gestellten Zulassungsantrag wurde vom Antragsteller Lux Biosciences 2011 zurückgezogen, da die europäische Arzneimittelagentur ein positives Nutzen-Risiko-Verhältnis nicht gegeben sah. Auch zur Behandlung der Schuppenflechte wurde Voclosporin untersucht.